# Denis Ivanovič Fonvizin
Denis Ivanovič Fonvizin (rusko Денис Иванович Фонвизин), ruski dramatik, * 14. april 1744 (3. april, ruski koledar), Moskva, Rusija, † 12. december 1792 (1. december), Sankt Peterburg, Rusija.
Pisal je komedije, izmed katerih sta najpomembnejši Brigadir in Miljenček.